# Campeonato Carioca de Futebol de 2005 - Terceira Divisão
O Campeonato Carioca da Terceira Divisão de 2005 foi uma edição da terceira divisão do campeonato estadual de futebol profissional do Rio de Janeiro. A competição foi organizada pela Federação de Futebol do Estado do Rio de Janeiro (FERJ).
Ao final da disputa, sagrou-se campeão o Estácio de Sá e vice o Rubro Social.

## Participantes
- Artsul Futebol Clube Ltda., de Nova Iguaçu
- Campo Grande Atlético Clube, do Rio de Janeiro
- Associação Atlética Colúmbia, de Duque de Caxias
- Duquecaxiense Futebol Clube, de Duque de Caxias
- Estácio de Sá Futebol Clube, do Rio de Janeiro
- Futuro Bem Próximo Atlético Clube, do Rio de Janeiro
- Esporte Clube Miguel Couto, de Nova Iguaçu
- Nilópolis Futebol Clube, de Nilópolis
- Paraíba do Sul Futebol Clube, de Paraíba do Sul
- Profute Futebol Clube, de Casimiro de Abreu
- Rubro Social Esporte Clube, de Araruama
- Teresópolis Futebol Clube, de Teresópolis
- Esporte Clube Tigres do Brasil, de Duque de Caxias
- Villa Rio Esporte Clube, do Rio de Janeiro